# Châteaubriant
Châteaubriant là một xã trong vùng hành chính Pays de la Loire, thuộc tỉnh Loire-Atlantique, quận Châteaubriant, tổng Châteaubriant. Tọa độ địa lý của xã là 47° 43' vĩ độ bắc, 01° 22' kinh độ đông. Châteaubriant/ Kastell-Briant nằm trên độ cao trung bình là 70 mét trên mực nước biển, có điểm thấp nhất là 48 mét và điểm cao nhất là 107 mét. Xã có diện tích 33,62 km², dân số vào thời điểm 1999 là 12.065 người; mật độ dân số là 359 người/km².

## Thông tin nhân khẩu
| 1962   | 1968   | 1975   | 1982   | 1990   | 1999   |
| ------ | ------ | ------ | ------ | ------ | ------ |
| 10 852 | 11 986 | 13 231 | 14 023 | 12 783 | 12 065 |

## Các thành phố kết nghĩa
- Radevormwald, Đức
- Athlone, Ireland
- Brabova, România
- Tigzirt, Algérie

## Nhân vật nổi tiếng
- Jean de Laval-Châteaubriant
- Jacques Pâris de Bollardière

## Địa điểm tham quan
- Lâu đài Châteaubriant
- Nhà thờ Saint-Jean de Béré